# Савчук Антоніна Сидорівна
Антоніна Сидорівна Савчук (1920, тепер Чуднівського району Житомирської області — ?) — українська радянська діячка, новатор сільськогосподарського виробництва, ланкова колгоспу імені Кірова Бердичівського (тепер — Чуднівського) району Житомирської області. Депутат Верховної Ради УРСР 6—7-го скликань.

## Біографія
Народилася в селянській родині.
З 1940-х років — ланкова колгоспу імені Кірова села Тютюнники Бердичівського (тепер — Чуднівського) району Житомирської області. Збирала високі врожаї цукрових буряків та картоплі.
Потім — на пенсії.

## Нагороди
- орден Трудового Червоного Прапора
- ордени
- медалі